# Kolonia Dworcowa
Kolonia Dworcowa (śl. Banonskolonijo, niem. Bahnhoffskolonie) – dawna kolonia znajdująca się w Świętochłowicach. Obecnie wchodzi w skład dzielnicy Zgoda.
Początki powstania kolonii sięgają 1845 roku, kiedy to oddano do użytku stację kolejową Bahnhof Königshütte (‘Królewska Huta’), która znajdowała się na terenie Świętochłowic stąd też wkrótce, bo w 1849 roku zmieniono jej nazwę na Bahnhof Königshütte in Schwientochlowitz ('Królewska Huta w Świętochłowicach’). W latach 1857 oraz 1860−1868 na południe od dworca i linii kolejowej powstała kolonia nazwana Bahnhoffskolonie, a później po polsku Kolonią Dworcową. W wyniku rozwoju sieci kolejowej i budowy nowego dworca w Królewskiej Hucie nazwę stacji zmieniono w 1873 roku na Bahnhof Schwientochlowitz (‘Świętochowice’), jednak już 7 lat później całą kolonię włączono do gminy Górne Hajduki, a wraz z nią w 1903 roku do nowej gminy Bismarkhuta (niem. Bismarckhütte). Pamiątką tego włączenia jest dzisiejsza nazwa głównej ulicy tej kolonii (ul. Hajduki w Świętochłowicach). Pobliski dworzec funkcjonował do 1913 roku, kiedy to powstał przystanek kolejowy Świętochłowice.
Kolonia powróciła w granice Świętochłowic decyzją Sejmu Śląskiego z 1 kwietnia 1939 roku razem z innymi terenami wyłączonymi z Wielkich Hajduk w zamian za tereny świętochłowickiego Szarlocińca, które przekazano miastu Chorzów.